# Con đường hương liệu
Con đường hương liệu là một mạng lưới các tuyến đường thương mại lớn nối liền các quốc gia cổ đại Địa Trung Hải với các nguồn hương liệu, gia vị và nhiều loại hàng xa xỉ khác, trải dài từ Levant và Ai Cập qua đông bắc châu Phi, Ả Rập cho đến Ấn Độ và xa hơn nữa. Hoạt động buôn bán phát triển mạnh mẽ từ nam Ả Rập đến Địa Trung Hải từ khoảng thế kỷ VII trước Công nguyên đến thế kỷ II. Tuyến đường hương liệu có vai trò như một kênh kinh doanh của các mặt hàng như nhũ hương và một dược Ả Rập; gia vị, đá quý, ngọc trai, gỗ mun, vải lụa, vải cao cấp từ Ấn Độ, cho đến gỗ hiếm, lông chim, da thú từ Sừng châu Phi, nhũ hương và vàng từ Somali.

## Lịch sử ban đầu
Những người Ai Cập đã giao dịch ở Biển Đỏ để nhập khẩu các loại gia vị, vàng và gỗ lạ từ Xứ Punt và Ả Rập. Hàng hóa Ấn Độ được trao đổi với những người Ả Rập thông qua cảng Aden. Rawlinson đã có những tranh luận kéo dài về "con tàu của Tarshish" có thể là một hạm đội tàu của Týros tại Ezion-Geber để giao dịch và mang về vàng, bạc, ngà voi, đá quý từ phía đông. Các mặt hàng này được trung chuyển tại cảng Ophir.
Theo một nhà sử học, trong thời kỳ cổ đại, có vẻ như con đường đã kết nối Nam Ả Rập với Sừng châu Phi là nguồn cung cấp lớn hương liệu, trong khi thời kỳ hiện đại thì trung tâm thương mại của nó là Aden và Oman. Những văn tự Ai Cập cổ cho thấy hương liệu được mua từ các thương nhân ở thượng nguồn sông Nin, nhưng có lẽ bằng chứng tuyệt vời nhất của tuyến đường thương mại này là từ các bức bích họa có niên đại khoảng 1500 TCN trên các bức tường của ngôi đền ở Thebes, kể về hành trình của một hạm đội do Hoàng hậu Ai Cập cử đến Xứ Punt. Năm con tàu được mô tả trong bức phù điêu chất đầy kho báu và một trong số chúng biểu thị 31 cây hương liệu nhỏ trong một bồn tắm trên tàu. Trong văn bản Periplus of the Erythraean Sea và các văn bản tham khảo Hy Lạp khác có nhắc tới một số địa điểm ven biển Somalia, Nam Ả Rập và Ấn Độ là có tham gia vào hoạt động giao thương trầm hương, nhựa thơm, quế, nhựa Bdellium và một loại các loại nhựa cao su là duaka, kankamon và mok rotu.

## Đường bộ
Trong số các điểm giao thương quan trong trên con đường hương liệu từ vịnh Ba Tư đến Địa Trung Hải là Gerrha ở Vùng Vịnh Ba Tư, báo cáo của nhà sử học Strabo. Gerrha thực sự ảnh hưởng đến tuyến đường thương mại từ Ả Rập đến Địa Trung Hải và kiểm soát giao thương hương liệu ở Babylon trong thế kỷ I. Gerrha là một trong những cảng cửa ngõ quan trọng cho hàng hóa được vận chuyển từ Ấn Độ.

## Trạng thái
Năm 2000, Con đường hương liệu ở Oman đã được UNESCO đưa vào danh sách Di sản thế giới. Những cây trầm hương ở Wadi Dawkah và phần còn lại của Ốc đảo Caravan của Shisr cùng cảng liên kết Khor Rori và Al-Balid minh họa sinh động cho quá trình buôn bán trầm hương phát triển mạnh mẽ trong khu vực qua nhiều thế kỷ, là một trong những hoạt động giao dịch quan trọng nhất của thế giới cổ đại và thời Trung Cổ.
Một khu vực khác của Con đường hương liệu cũng đã được UNESCO đưa vào danh sách di sản thế giới năm 2005 đó là Con đường hương liệu và các thành phố vùng hoang mạc Negev. Bốn thị trấn của người Nabatean là Haluza, Mamshit, Avdat và Shivta cùng với pháo đài và cảnh quan nông nghiệp liên quan trong sa mạc Negev, được lan truyền dọc theo các tuyến đường nối liền với Địa Trung Hải của tuyến trầm hương và gia vị. Chúng cùng nhau phản ánh hoạt động thương mại trầm hương và nhựa thơm từ Nam Ả Rập đến Địa Trung Hải, được phát triển từ thế kỷ III trước Công nguyên cho đến thế kỷ II với những dấu tích của hệ thống thủy lợi tinh vi, công trình đô thị, pháo đài và lữ quán (caravanserai). Cách thức mà sa mạc khắc nghiệt đã được sử dụng cho thương mại và nông nghiệp.

## Hình ảnh

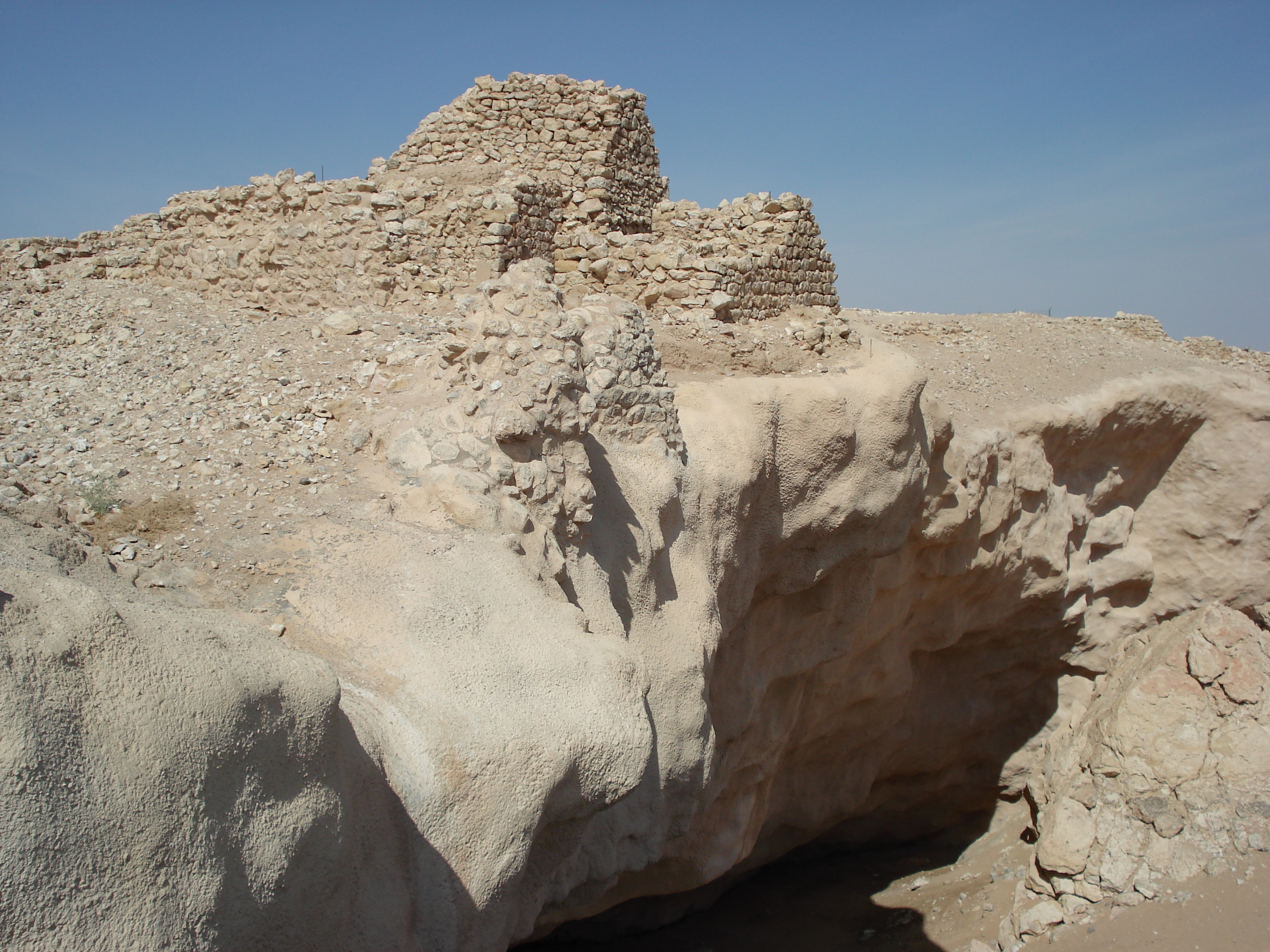
Shisr
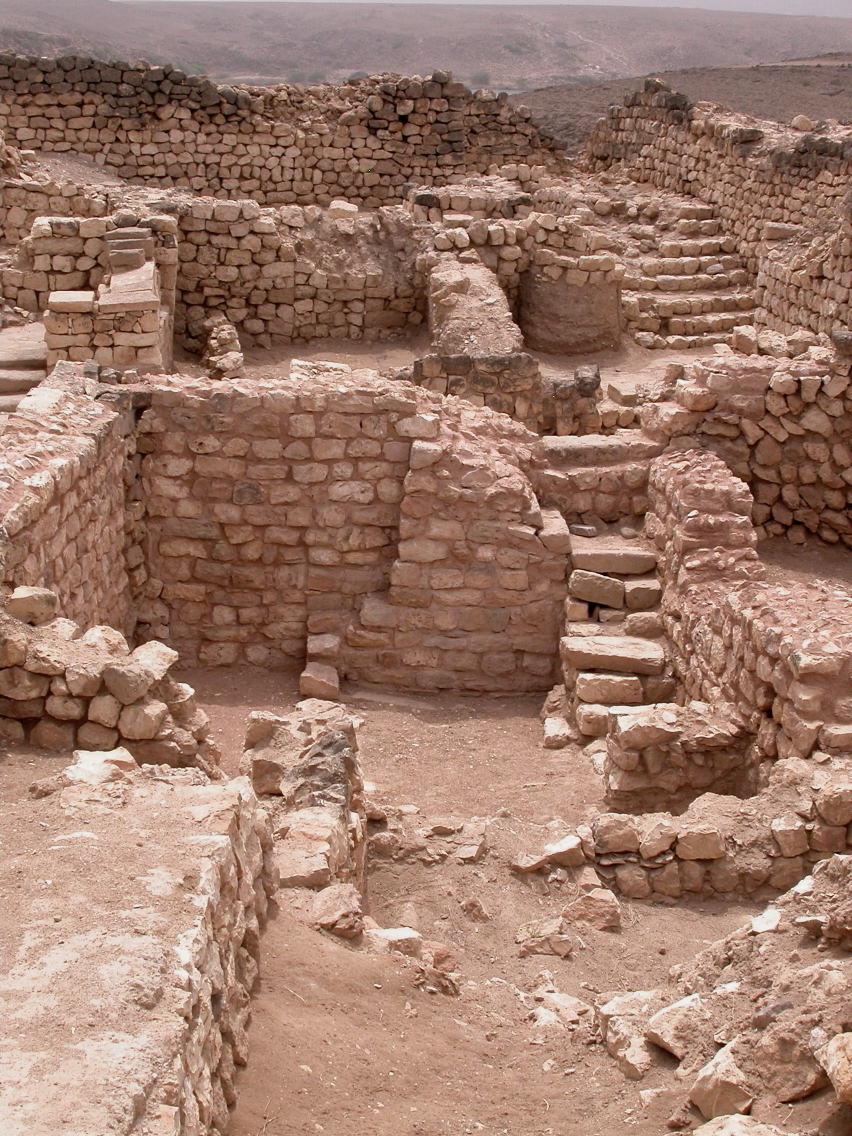
Khor Rori